# Strawberry Killers -Begins-

Strawberry Killers -Begins- (ストロベリーキラーズBEGINS) es una película japonesa, del 22 de diciembre de 2006, producida por Zen Pictures. Es una película del género tokusatsu, de acción y aventuras, con artes marciales, dirigido por Toru Kikkawa.
La película posee una secuela: Strawberry Killers -Returns-
El idioma es en japonés, pero también está disponible con subtítulos en inglés, en DVD o descargable por internet.

## Argumento
Harumi y Aki son dos hermanas que luchan contra la comunidad de delincuentes para vengar la muerte de su padre. Ellas acaban encontrando la asesina que mató a su padre. Se llama Yoko, que es una mafiosa muy especializada en las artes marciales. Junto con una detective, Harumi y Aki descubren que Yoko lidera una red mafiosa de tráfico de drogas. Harumi y Aki cambian la contraseña cambian la contraseña de la base de datos que esta red mafiosa utiliza para comerciar con la droga, pero serán capturadas y torturadas por los delincuentes para conseguir desvelar la contraseña nueva.